# Schwarzenberg (Adelsgeschlechter, Schwarzwald)

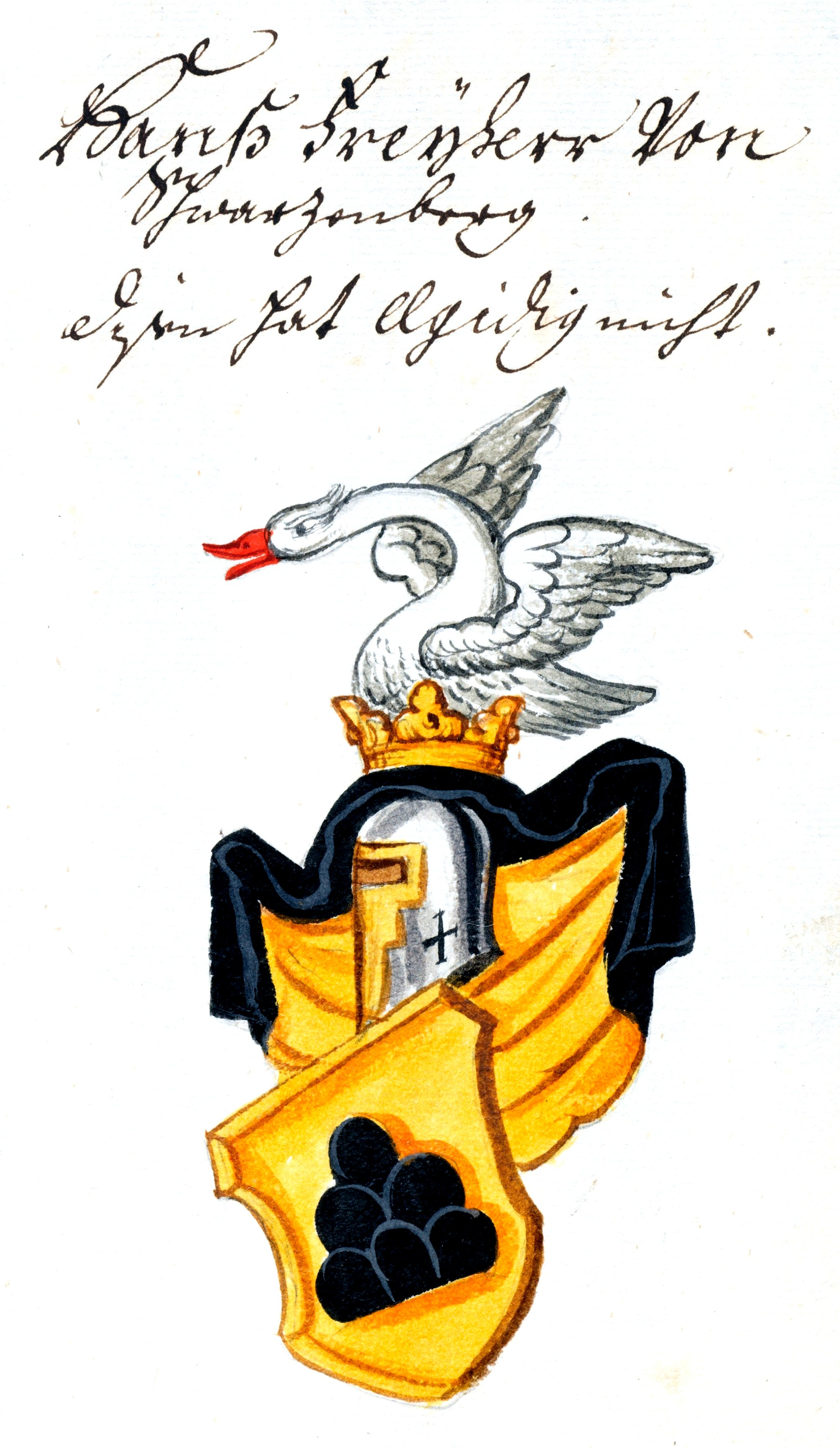
Wappen des Hans von Schwarzenberg

Freiherren von Schwarzenberg nannten sich zwischen 1120 und 1465 zwei verschiedene Geschlechter, denen nacheinander die Schwarzenburg bei Waldkirch gehörte und die die Vogtei über das Kloster St. Margarethen in Waldkirch ausübten. Die von Schwarzenberg gründeten die Städte Waldkirch und Elzach, bauten außer der Schwarzenburg die Kastelburg, betrieben Blei- und Silber-Bergbau bei Bleibach bzw. im Suggental (Silberbergwerk Suggental mit dem Urgraben) und herrschten über große Teile des Elz- sowie des Glottertals.

## Geschichte
König Otto III. gab 994 dem Frauenkloster St. Margarethen in Waldkirch das Recht, sich frei einen Schirmvogt auszuwählen und einen solchen allenfalls auch wieder abzusetzen. Dieses Recht wurde 1123 von Heinrich V. bestätigt. Papst Alexander III. bestätigte in einer Bulle von 1178 auch kirchlicherseits den Besitz des Klosters.

### Das ältere Haus Schwarzenberg (1100–1216)
Um 1100 erscheinen im Zusammenhang mit der Beurkundung von Schenkungen an die Klöster St. Peter und St. Georgen die Waldkircher Schirmvögte als advocati de Waldhilcha, später – nach dem Bau der Schwarzenburg auf dem Schwarzenberg, einem Ausläufer des Kandels – advocati de Swarzinbere. Um 1120 wird bei einem Gütertausch von einem Schirmvogt Konrad gesprochen. Die Waldkircher bzw. Schwarzenberger bewegten sich im Umfeld der Zähringer, Üsenberger und Röttler, woraus eine gewisse Bedeutung des Geschlechts abzulesen ist. Die Schwarzenberg waren einerseits Vögte des Klosters St. Margarethen in Waldkirch, sie verfügten aber auch über ausgedehnte Eigengüter im Raum Waldkirch, wobei die Auseinandersetzungen zwischen Vögten und Kloster im 15. Jahrhundert den Schluss nahelegen, dass die Schwarzenberger schon damals ihre Rechte auf Kosten des Klosters sukzessive ausgedehnt hatten.
Dem um 1100 auftretenden Konrad folgten weitere drei Personen mit diesem Leitnamen. Ein Konrad von Schwarzenberg war Teilnehmer am 3. und 4. Kreuzzug. Bei letzterem gehörte er zu einer Gruppe Adliger aus dem Elsass und dem Breisgau, die Abt Martin vom elsässischen Kloster Pairis folgten. Er kam über Akkon 1204 nach Konstantinopel, als dieses vom Hauptheer der Kreuzfahrer belagert und dann geplündert wurde. Konrad (der Kreuzfahrer) war der letzte männliche Nachkomme seines Geschlechts und besaß Güter in Runstal inklusive Burg Runstal, Mundingen und Vörstetten. Nach der Urkundenlage muss er 1212 oder 1213 in Akkon verstorben sein, wo er sich 1207/1208 ein stattliches Haus gekauft hatte. Adelheid von Schwarzenberg, eine Tochter oder Schwester des Konrad, war mit Walter I. von Eschenbach verheiratet.

### Das jüngere Haus Schwarzenberg (1243–1465)
Die Söhne von Walter I. von Eschenbach, Walter II. und Berchtold, teilten das Erbe und bildeten die Linien Eschenbach zu Oberhofen und Eschenbach-Schnabelburg. Die neu erworbenen schwarzenbergischen Gebiete wurden zunächst gemeinsam verwaltet. Um 1270 teilten Walter von Eschenbach und Johann von Eschenbach-Schnabelburg die Besitztümer der Familie in der Weise, dass die Güter im Breisgau an die Eschenbach-Schnabelburg gingen, während die Besitzungen in der Schweiz weitgehend an die Eschenbach kamen. Ein Walter von Eschenbach nannte sich 1223 bis 1245 Vogt zu Schwarzenberg. Später nannte sich das Geschlecht auch Schnabelburg-Schwarzenberg.
Vor 1283 gründeten die Herren von Schwarzenberg die Stadt Waldkirch, die sie dann um 1300 mit dem Freiburger Stadtrecht ausstatteten. 1284 kauften die Schwarzenberger die Heidburg. Um das Jahr 1290 erhielt Elzach durch Wilhelm oder dessen Sohn Heinrich von Schwarzenberg die Stadtrechte.
1316 versicherte Heinrich von Schwarzenberg der Stadt Freiburg, dass er keinen befahrbaren Weg durch den Simonswald anlegen werde.
Unter den Söhnen von Ulrich I. von Schnabelburg (Berchtold III. und Johann I.) kam es um 1290 zu einer weiteren Aufteilung des Besitzes. Bereits um 1330 erlangten die Habsburger die Lehenshoheit über die Herrschaft Schwarzenberg.

#### Schwarzenberg-Schwarzenberg (ca. 1290–1347)
Berchtold III. ist der Begründer der Linie Schwarzenberg-Schwarzenberg, die mit seinem Ur-Enkel Ulrich II. bereits 1347 ausstarb.
An die Herrschaft Schwarzenberg gingen 1290 neben der Schwarzenburg die Orte Siensbach, Siegelau, Oberglottertal, Unterglottertal, Heuweiler, Katzenmoos und Unteryach sowie die Freivogtei über das Kloster St. Margarethen. Bei einer weiteren Teilung von bisher gemeinsamem Besitz im Jahr 1316 erhielt die Herrschaft Schwarzenberg die Hälfte von Suggental und die Stadt Elzach.
Burg und Herrschaft fielen an die Linie Schwarzenberg-Kastelburg, da Ulrichs Erbtochter Anna mit Johann III. von Schwarzenberg-Kastelburg verheiratet war.

#### Schwarzenberg-Kastelburg (ca. 1290–1465)
Johann I. von Schwarzenberg ist der Begründer der Linie Schwarzenberg-Kastelburg, die mit seinem Ur-Ur-Enkel Hans Werner 1465 ausstarb. Johann I. tritt in den Urkunden über viele Jahre gemeinsam mit seinem Neffen Wilhelm von der Linie Schwarzenberg-Schwarzenberg auf.
An die Herrschaft Kastelberg gingen 1290 neben der Kastelburg die Orte Oberwinden, Simonswald, Bleibach, Gutach, Riedern, Kohlenbach und Kollnau. Bei der weiteren Teilung von bisher gemeinsamem Besitz im Jahr 1316 erhielt die Herrschaft Kastelberg die andere Hälfte von Suggental und die Stadt Waldkirch.
Die finanzielle Lage der Kastelburger war schlecht. Daher verkaufte Johann III. bereits 1347 und 1352 seine Rechte. Am 31. Dezember 1354 verpfändete Johann (auch Henselin von Kastelburg genannt) den Kern seiner Besitzungen (Kastelburg, Waldkirch, Oberwinden, halb Simonstal, halb Suggental u. a.) an Martin Malterer, Hesse Schnewlin und Dieter von Falkenstein. (In der Literatur ist auch vom Verkauf der Herrschaft Kastelberg an Martin Malterer 1354 die Rede.)
Johannes III. von Schwarzenberg-Kastelburg war mit Anna, der Erbtochter von Ulrich II. von Schwarzenberg-Schwarzenberg, verheiratet und beerbte so die Linie Schwarzenberg-Schwarzenberg. Er bestätigt 1347 nochmals die von seinen Vorfahren erteilten Rechte für die Stadt Elzach. Am 14. Mai 1377 gehörte er zu den Rittern von Graf Ulrich von Württemberg, die bei der Burg Achalm plündernde Söldner der Reichsstadt Reutlingen angriffen und verlustreich zurückgeschlagen wurden, und kam in diesem Kampf ums Leben.
1406 versuchte die Äbtissin Anastasia, Pfalzgräfin von Tübingen, zu beweisen, dass von alters her das gesamte Elztal dem Stift gehöre und somit die Schwarzenberger beweisen müssten, dass ihr Besitz rechtmäßig sei. Die letzte Äbtissin, Agatha von Üsenberg, versuchte wiederum, Hans Werner von Schwarzenberg als Vogt zu ersetzen und die Rückgabe von inzwischen schwarzenbergischen Gütern an das Stift zu erzwingen. 1428 kam es jedoch zu einem Vergleich, der lediglich den Rechtsweg festlegte, den das Stift zu gehen habe.
Johann (Hans) Werner von Schwarzenberg hatte einen Sohn, Simon, der jedoch schon zu Lebzeiten (seit 1459) seines Vaters als verschollen galt, so dass 1465 beim Tod von Johann Werner die verbliebenen Besitzungen an seinen Schwiegersohn Heinrich von Rechberg kamen.

### Die weiteren Geschicke der schwarzenbergischen Erbschaft
Die Herrschaft Schwarzenberg ging 1465 an die Familie von Rechberg, später an die von Ehingen (1546) und von Reischach (1560) über, wobei die neuen Herren ihren Wohnsitz meist im Stadtschloss Elzach nahmen. Die Herrschaft Kastelberg wurde im Jahr 1565 von Österreich zurückerworben. 1567 kaufte Erzherzog Ferdinand von Österreich die verschuldete Herrschaft Schwarzenberg für 28.000 Gulden und vereinigte sie mit der Herrschaft Kastelberg zur vorderösterreichischen Kameralherrschaft Kastelberg-Schwarzenberg, welche 1805 zum Großherzogtum Baden kam.

## Wappen

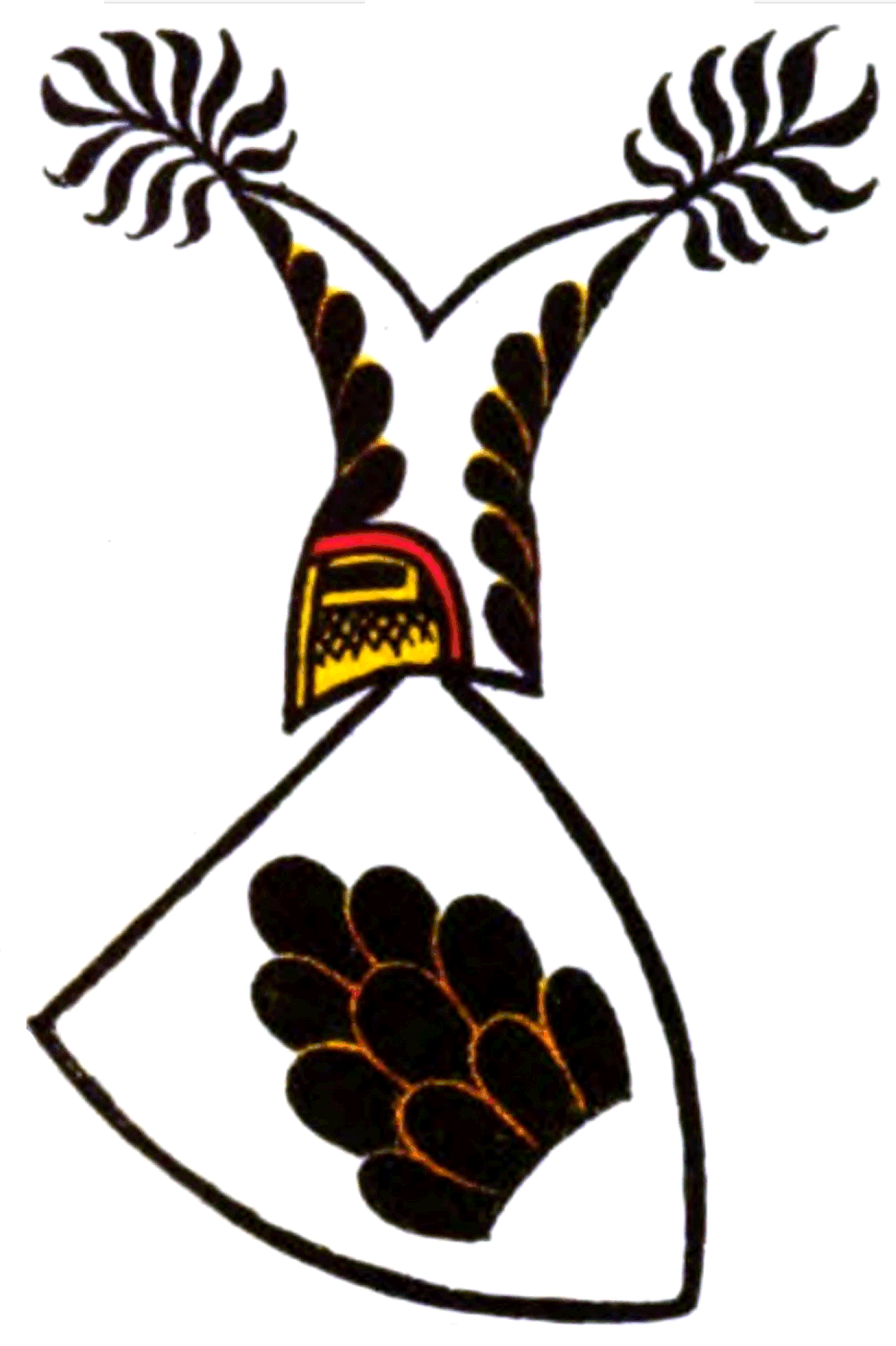
Wappen der Schwarzenberg in der Zürcher Wappenrolle

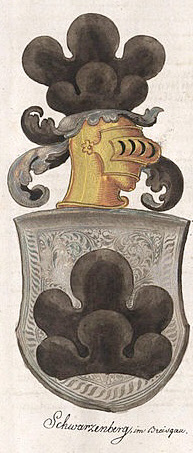
Wappen der Freiherren von Schwarzenberg bei Aegidius Tschudi

In Silber ein schwarzer Sechsberg (in der Zürcher Wappenrolle mit einem Zehnberg). Das Schwarzenberger Wappen ist heute noch Bestandteil der Wappen des Landkreises Emmendingen und einiger anderer Städte und Gemeinden.

### Mit schwarzenbergischem Sechsberg

Wappen des Landkreises Emmendingen
Wappen der Stadt Waldkirch
Wappen von Glottertal[14]
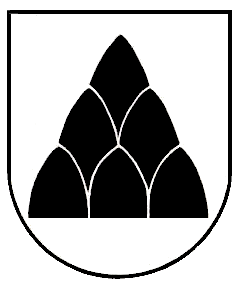
Wappen des Gutacher Ortsteils Siegelau
Wappen des Waldkircher Stadtteils Suggental
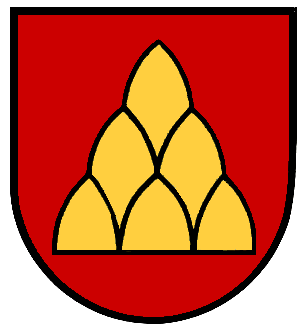
Wappen des Glottertäler Ortsteils Unterglottertal
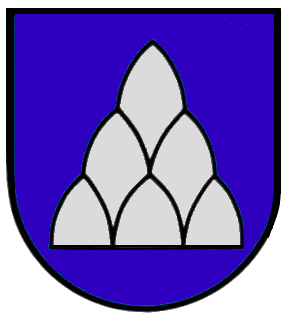
Wappen des Glottertäler Ortsteils Oberglottertal

### Mit Abwandlungen des schwarzenbergischen Sechsbergs

Wappen von Elzach[15]
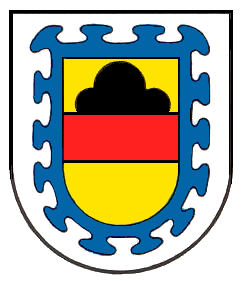
Wappen des Elzacher Stadtteils Katzenmoos
Wappen von Simonswald[17]